# Siete Leyes

Divisão política centralista da República do México em 1836, a partir das bases de organização política mexicana na época.

As Siete Leyes foram uma série de instrumentos constitucionais que alteraram a estrutura da nascente República Federativa dos Estados Unidos Mexicanos, no início do século XIX. Estas medidas resultaram nas declarações de independência do Texas, Yucatán e Rio Grande. Apesar da tendência conservadora, a lei previa a separação dos poderes.
Esta série de leis foi formalizada sob o governo de Antonio López de Santa Anna, em 15 de dezembro de 1835 (cuja promulgação ocorreu na presidência interina de José Justo Corro, em 30 de dezembro de 1836). O objetivo da Constituição anterior era a criação de um sistema político que imitasse o sucesso dos Estados Unidos. Contudo, após uma década de turbulência política, estagnação econômica e ameaças de invasão estrangeira, os conservadores concluíram que um caminho melhor para o México seguir era o da centralização do poder.
O poder ficou majoritariamente nas mãos de Santa Anna, após as Siete Leyes terem sido revisadas em 1843, quando tornaram-se mais variáveis. Porém, em 1846 foi restaurada a Constituição Mexicana de 1824 e, com isso, teve início o Segundo Período Federal do país.

## Conteúdo
O conteúdo pertinente às Siete Leyes baseava-se alicerces quanto a sua dinâmica, sendo que este conjunto de leis esteve à frente da política mexicana por um período de quase onze anos.
Com a criação de um Congresso Constituinte, o centralismo e o desconhecimento quanto a Constituição de 1824 (que pôs fim a ela própria) fundamentou esta nova ordem em sete leis constitucionais, firmemente declaradas em 1836.
- Primeira lei: seus quinze artigos concediam cidadania àqueles que podiam ler e tinham uma renda anual no valor de cem Pesos (exceção feita aos trabalhadores domésticos, que não possuíam direito ao voto);
- Segunda lei: autorizava o Presidente a fechar o Congresso e suprimir o Supremo Tribunal de Justiça do país. Os oficiais militares acabaram não sendo autorizados a assumir este cargo;
- Terceira lei: seus cinquenta e oito artigos estabeleceram um bicameral Congresso de Deputados e Senadores, que eram eleitos por órgãos governamentais. Os deputados tinham mandatos de quatro anos, enquanto os senadores foram eleitos por seis anos;
- Quarta lei: seus trinta e quatro artigos especificavam que o Supremo Tribunal, o Senado do México e a Reunião de Ministros podiam nomear (cada um) três candidatos. A Câmara Baixa do Legislativo escolheria o presidente e seu vice, dentre estes nove candidatos;
- Quinta lei: promulgava a existência de um Supremo Tribunal com onze membros (sendo todos eleitos da mesma maneira que o presidente e o seu vice);
- Sexta lei: seus trinta e um artigos substituíram os "estados" nominalmente soberanos da república federal por "departamentos" centralizados, moldados segundo o modelo francês, cujos governadores e legisladores eram designados diretamente pelo presidente do país;
- Sétima lei: proibia a reversão deste conteúdo às leis pré-reforma, por um período de seis anos.